# Elseya branderhorsti
Espèce
Synonymes
- Emydura branderhorsti Ouwens, 1914

Statut de conservation UICN

 VU B1+2e : Vulnérable
Elseya branderhorsti est une espèce de tortue de la famille des Chelidae.

## Répartition
Cette espèce est endémique de Nouvelle-Guinée. Elle se rencontre en Indonésie et en Papouasie-Nouvelle-Guinée.
Sa présence aux îles Aru est incertaine.

## Étymologie
Cette espèce est nommée en l'honneur de Bastiaan Branderhorst.

## Publication originale
- Ouwens, 1914 : List of Dutch East Indian Chelonians in the Buitenzong Zoological Museum. Contributions a la Faune des Indes Néerlandaises, vol. 1, p. 29-32.